# ハートにribbon
ハートにribbon（ハートにリボン）は、1990年1月7日から1992年4月5日までニッポン放送で放送されていたラジオ番組。パーソナリティはribbon（永作博美、松野有里巳、佐藤愛子）。ソニーの一社提供枠『SONY Night Square』で放送されていた。

## 概要
1989年12月6日にシングル『リトル☆デイト』でデビューの後、1か月後に本番組がスタート。ribbonにとっての初レギュラー番組となった。内容は「女子三人の内輪話、または内緒話」だったと言われ、スタジオ内にケーキ、シュークリーム、烏龍茶など飲食物を持ち込んで飲み食いしながら喋ったり、ゲストが入った時にはそのお菓子を勧めたこともあった。ゲストが入らなかった日は、ribbonのメンバー3人による「かくし芸大会」を目玉企画としていたこともあった。
本番組の前の時間帯で放送されているニッポン放送ショウアップナイターの中継が22:00以降にも延長した場合、本番組も短縮または休止の対象となり、最終回の放送当日もショウアップナイターが延長したために短縮放送となった。

## 主なコーナー・企画
- 幸せの黄色いribbon → リボンAID大作戦
  - 「あの人にもう一度会いたい」「再び付き合いたい人がいる」などといったはがきを募集、その中から選ばれたリスナーの代わりにribbonの3人が“恋のリボン”を結び直すというコーナーとしてスタート[2]。
  - その後1990年中に『リボンAID大作戦』にリニューアル。その第1弾は1990年3月にテストで赤点だったりその成績が悪かったリスナー100人を集めて『リボンAID大作戦～赤点AID』を開催[3]。第2弾は1990年4月29日、国際スポーツフェアのニッポン放送特設ステージで歌が下手なリスナーたちが集まって『カラオケAID』の公開録音を実施。『音痴の主張』『ribbonとうたおう』（リスナーのカラオケによる歌にribbonの3人が合いの手を入れるという企画）が行われた[4]。この後も、学校のクラブ活動の新入部員勧誘を手助けする『クラブAID』などの企画も行われた[3]。
  - 上記、『カラオケAID』の『ribbonとうたおう』の企画中、参加者がLINDBERGの『今すぐKiss Me』を歌い始めたところ、すぐ隣の会場で本物のLINDBERGのミニコンサートが始まり、会場が騒然となったことがあった[4]。
- ミラクルファンタジー
  - 謎の占い師「マギー・フレンズ」が毎週出演、服装などの色の組み合わせから運勢を、その人の前世からその人の現在や未来、その人のラッキーカラーなどを占った他、今後のアドバイスも出していた。また「タレントの前世占い」が“最大の呼び物”とされていたこともあり、その中で関根勤は2,400年くらい前のギリシャ人、B21スペシャルのデビット伊東はフランス人、ミスターちんは台湾人と、それぞれの前世を占ったことがある[2][5]。
- クイズribbonショック
  - ribbonに関するクイズを出題。ゲストが入った日にはゲストにそのクイズを出題していた。
- ribbonミニドラマコーナー
  - 番組後半のコーナー（1990年当時）[1]。

他

## ゲスト
- B'z（1990年12月23日、1991年12月15日）
- 坂崎幸之助（THE ALFEE）
- 織田裕二（1991年2月24日）
- 榎木孝明（1991年3月10日）
- 森公美子（1991年3月31日）
- 大槻ケンヂ（筋肉少女帯）（1991年4月14日）
- 藤井郁弥（当時チェッカーズ）（1991年6月9日）
- BAKU（1991年6月23日）
- 関口誠人（1991年7月21日）
- 加勢大周（1991年8月25日、1991年9月1日）
- ウッチャンナンチャン（1991年10月27日）
- 江口洋介（1992年2月23日）
他

## 放送されていた局
- ニッポン放送（制作局）- 日曜日22:00 - 22:30
- STVラジオ - 土曜日23:00 - 23:30
- 東北放送 - 土曜日23:30 - 24:00
- 東海ラジオ - 日曜日22:30 - 23:00
- 朝日放送 - 日曜日22:30 - 23:00
- 中国放送 - 土曜日23:00 - 23:30
- KBCラジオ - 土曜日23:30 - 24:00